# Bandera de São Tomé i Príncipe
La bandera de São Tomé i Príncipe fou adoptada oficialment el 5 de novembre de 1975. Consta de tres franges horitzontals verda, groga i verda així com un triangle roig a l'esquerra i dues estrelles negres representant les dues illes del país; São Tomé i Principe.

## Història
Els portuguesos van colonitzar les illes São Tomé i Príncep durant el segle XVI i les van incorporar al seu imperi colonial. Quatre segles després, la massacre de Batepá el 1953 va provocar el sentiment nacionalista i va impulsar la lluita per la independència. Això va ser liderat pel Moviment per l'Alliberament de São Tomé i Príncep (MLSTP), que es va establir set anys després. No obstant això, els portuguesos es van negar a concedir-ho i van continuar lluitant fins que es va produir la Revolució dels clavells el 1974. El nou govern va decidir retirar-se de les seves colònies restants, i va negociar un full de ruta per a la independència amb el MLSTP, a qui havien reconegut com a "únic representant" de les illes. Es van fer diverses presentacions per a una nova bandera, que van utilitzar tots els colors del moviment panafricanista. Tots van ser rebutjats i es va aprovar una nova bandera, segons els informes dissenyada pel líder i futur president del MLSTP, Manuel Pinto da Costa. Es va adoptar el 12 de juliol de 1975 - el dia que el país es va independitzar - o el 5 de novembre del mateix any. La bandera és gairebé idèntica a la de la MLSTP i, tot i que van perdre el seu "monopoli de poder" el 1990, la bandera es va mantenir sense canvis.